# Treinamento excêntrico
O treinamento excêntrico é um tipo de treinamento de força que envolve a utilização dos músculos-alvo para controlar a descida dos pesos. Esse tipo de treinamento pode ajudar no fortalecimento dos músculos, melhorar o desempenho atlético e reduzir o risco de lesões. Uma contração excêntrica é o movimento de um músculo ativo enquanto ele se alonga sob carga. O treinamento excêntrico consiste na execução repetida de contrações excêntricas. Por exemplo, em uma rosca de bíceps, a descida de um halter a partir da elevação constitui a fase excêntrica desse exercício – desde que o haltere seja abaixado lentamente em vez de ser largado (ou seja, que o músculo do bíceps permaneça em estado de contração para controlar a velocidade de descida do halter).
Uma contração excêntrica é uma das fases distintas do movimento dos músculos e dos tendões, que incluem a contração isométrica (sem movimento), a contração isotônica e a contração concêntrica (encurtamento).
O treinamento excêntrico tem como foco a desaceleração do processo de alongamento para tensionar os músculos, podendo levar ao seu fortalecimento, ao reparo mais rápido e ao aumento da taxa metabólica.
O movimento excêntrico fornece um mecanismo de frenagem para os grupos de músculos e tendões que executam o movimento concêntrico para proteger as articulações contra danos após a liberação da carga na contração.
O treino excêntrico é, em especial, bom para atletas casuais e de alto desempenho ou para idosos e pacientes que buscam reabilitar determinados músculos e tendões.

## Movimento negativo
O movimento negativo também foi descrito como treinamento negativo. Esse movimento "negativo" é necessário para reverter a trajetória inicial do músculo.
Quando a carga excede a força que pode ser desenvolvida pelo músculo em um comprimento constante, em outras palavras, em uma ação muscular excêntrica, entende-se que o exercício emprega trabalho negativo, pois o músculo absorve energia.
As contrações excêntricas utilizam menos energia metabólica, embora possam criar mais força em comparação com as ações concêntricas.

## História
Adolf Eugen Fick descobriu, em 1882, que "contrair o músculo em alongamento pode produzir uma força maior do que uma contração encurtadora do músculo", como nos movimentos concêntricos. Cinquenta anos depois, A.V. Hill revelou que "o corpo tinha uma demanda energética menor durante uma contração muscular excêntrica do que durante uma ação muscular concêntrica".
Erling Asmussen introduziu o termo de treinamento excêntrico em 1953, em que "ex" significa "afastamento" e "cêntrico", "centro". Logo, o termo foi cunhado a partir da definição de uma contração muscular que se afasta do centro do músculo.
A primeira revelação da importância funcional dessas propriedades ocorreu em uma demonstração astuta elaborada por Bud Abbott, Brenda Bigland e Murdoch Ritchie. Eles conectaram duas bicicletas ergométricas estacionárias, uma atrás da outra, com uma única corrente, de modo que um ciclista pedalava para frente, enquanto o outro resistia ao movimento, freando os pedais que se moviam para trás. Como a resistência interna do dispositivo era baixa, a mesma força estava sendo aplicada por ambos os indivíduos. No entanto, a tarefa foi muito mais fácil para o indivíduo que freava os pedais. Essa demonstração revelou, de forma inteligente, que uma pequena mulher poderia exercer mais força ao resistir e, por conseguinte, controlar a potência de saída, em comparação com um homem corpulento pedalando para frente.

## Energia
Durante a fase excêntrica do movimento, o músculo absorve energia. Esse trabalho é feito "através do alongamento do músculo e, nesse processo, o músculo absorve energia mecânica".
Essa energia mecânica é dissipada ou convertida em uma ou em uma combinação de duas formas de energia:
- Recuo elástico
- Calor

### Recuo elástico
A energia absorvida pelo músculo pode ser convertida em energia de recuo elástico e, consequentemente, ser recuperada e reutilizada pelo corpo. Esse reaproveitamento gera maior eficiência, pois o corpo pode utilizar essa energia para o próximo movimento, diminuindo, assim, o impacto ou choque inicial.
Por exemplo, na corrida, a energia cinética é absorvida toda vez que o pé de um indivíduo toca o solo e se acumula à medida que sua massa ultrapassa o ponto de apoio. Nesse momento, a energia de recuo elástico atinge sua intensidade máxima, e uma grande quantidade dessa energia é absorvida e incorporada à próxima passada.
Esse movimento é comparável à ação das molas, em que o músculo é continuamente encurtado e alongado, proporcionando, dessa forma, maior força e eficácia. Essa mecânica pode levar à percepção de "menos esforço", mesmo quando uma força maior é aplicada.
Além disso, o tempo importa no recuo elástico: se essa energia não for utilizada rapidamente, ela será dissipada como calor. A função do treinamento excêntrico baseia-se nos princípios da conversão energética para o fortalecimento dos grupos musculares e tendinosos.

### Calor
A energia absorvida pelo músculo é dissipada na forma de calor quando ele é utilizado como "amortecedor ou absorvedor de choque". Essa transformação resulta em um aumento da temperatura corporal.

## Mecanismos fisiológicos
O músculo possui "tecidos produtores de tensão que compreendem pequenas unidades contráteis denominadas sarcômeros", cada uma contendo um "miofilamento (filamentos ou proteínas musculares) grosso (miosina) e fino (actina) que se interconectam para formar uma ligação (vínculo) de ponte cruzada".
Durante um exercício concêntrico, o encurtamento de um músculo ocorre à medida que as pontes cruzadas de miosina e actina se prendem e se desprendem repetidamente para atrair a actina através da miosina – gerando força. Cada ciclo de fixação e desprendimento de ponte cruzada é alimentado pela quebra de uma molécula de trifosfato de adenosina (ATP). Exemplos desse tipo de exercício incluem o ato de chutar uma bola ou levantar um peso.
Em reversões de liberação controlada desses movimentos concêntricos, o movimento excêntrico alonga o músculo com uma força oposta, que é superior à força muscular. Quando os miofilamentos da fibra muscular são esticados nessas contrações excêntricas, pode ocorrer um número reduzido de desprendimentos das pontes cruzadas entre miosina e actina. Com mais pontes cruzadas permanecendo ligadas, há uma maior produção de força no músculo. Exemplos de atividades que envolvem a contração muscular excêntrica incluem descer uma colina ou resistir à força da gravidade ao abaixar um objeto pesado.
As ações excêntricas esticam os sarcômeros a ponto de provocar o desgaste dos miofilamentos. Esse atrito provoca o que é conhecido como dor muscular de início tardio (DMIT) induzida pelo exercício. Uma área de pesquisa que tem se mostrado promissora em relação à DMIT e ao exercício excêntrico é o efeito protetor (EP). Para ajudar na prevenção ou na diminuição da DMIT resultante do exercício excêntrico ou para facilitar a recuperação, o praticante deve estimular o músculo com o mesmo método e repeti-lo em intervalos semanais, permitindo o fortalecimento e a redução do desgaste (em resposta a um determinado nível de força) ao longo do tempo.

## Lesões musculares
As contrações excêntricas são frequentemente responsáveis pela incidência de lesões musculares quando executadas em exercícios não habituais. No entanto, uma única sessão desse tipo de exercício excêntrico leva à adaptação, tornando o músculo menos vulnerável a lesões nas execuções subsequentes do exercício.

## Descobertas
Várias descobertas importantes foram expostas a respeito dos benefícios do treinamento excêntrico:
- As contrações excêntricas utilizam menos energia e, na verdade, absorvem energia, que é futuramente dissipada na forma de calor ou reaproveitada como recuo elástico para o próximo movimento.[1]
- O treinamento excêntrico gera uma força maior devido à "taxa reduzida de desprendimentos de pontes cruzadas". Pacientes e atletas desfrutam de maior força muscular ao levantar pesos mais pesados quando realizam o treino excêntrico.[1]
- Estudos demonstram que o treinamento excêntrico é uma excelente intervenção pós-reabilitação para lesões na parte inferior do corpo.[1]
- A DMIT aumentada leva a uma maior sensibilidade no treinamento excêntrico, em vez de apenas dor ou inflamação dos tendões em pacientes.[1]
- Indivíduos mais velhos são menos vulneráveis a lesões provenientes dos exercícios excêntricos, principalmente devido ao menor desgaste dos grupos músculo-tendíneos em comparação com os exercícios concêntricos tradicionais.[1]
- O efeito protetor apresenta destaque na redução da DMIT. "Completar sessões de exercício excêntrico e, então, repetir o treinamento após uma semana (ou mais) resultará em DMIT menor após o segundo treinamento.”[1]
- O alongamento dos músculos e o treinamento excêntrico fornecem proteção contra lesões e suas reincidências.[1]
- Indivíduos relatam menor sensação de cansaço com o treinamento excêntrico em comparação com o treinamento concêntrico.[1]
- O treino excêntrico de corpo inteiro pode aumentar a taxa metabólica de repouso em cerca de 9%, sendo a maior magnitude observada nas primeiras duas horas.[1]
- Embora os custos energéticos permaneçam baixos, a intensidade da força gerada é muito alta. Essa mecânica leva a respostas musculares que estimulam o fortalecimento, o crescimento e a otimização do desempenho muscular.[1]

## Exercício excêntrico
O exercício excêntrico, ou treinamento de resistência, é atualmente utilizado tanto na reabilitação de lesões esportivas quanto como uma alternativa de exercício para idosos e indivíduos afetados por distúrbios neurológicos, DPOC, distúrbios cardiopulmonares e câncer. A perda muscular é um grande problema para pessoas acometidas por essas condições, e muitas não podem participar de protocolos de exercício rigorosos. As contrações musculares excêntricas produzem forças intensas com baixos custos energéticos. De acordo com Hortobágyi, devido a essas propriedades, o exercício excêntrico possui o maior potencial para o fortalecimento muscular. Para que o músculo seja fortalecido, a força externa precisa exceder a sua própria enquanto ele se alonga. A definição de contração excêntrica é praticamente idêntica à de fortalecimento muscular.
Percepção de danos musculares: Existe uma crença de que as contrações excêntricas causam danos e lesões musculares. Embora possam provocar dor muscular de início tardio (DMIT), a própria contração excêntrica não é, por si só, responsável por danos ou lesões musculares.
Prova de fortalecimento muscular livre de danos: Um problema recorrente na reabilitação do ligamento cruzado anterior (LCA) é o fortalecimento do músculo do quadríceps sem risco de reincidência da lesão. O treinamento excêntrico precoce e de alta intensidade pode ser utilizado para aumentar a força e o volume muscular sem danificar o enxerto do LCA, o tecido mole circundante e a cartilagem articular. Em um experimento realizado com ratos, após vinte sessões de treinamento excêntrico de baixa intensidade em esteira, o peso úmido dos músculos e a seção transversal das fibras aumentaram significativamente em comparação com os ratos dos grupos controle e nível. Esses resultados levaram à conclusão de que as contrações excêntricas de baixa intensidade têm a capacidade de "produzir estresse mecânico suficiente para induzir a hipertrofia muscular sem estresse excessivo", o que poderia danificar as fibras musculares. Além disso, outros estudos relataram que o dano muscular não é necessário para alcançar a hipertrofia. O maior estresse mecânico induzido pelas contrações excêntricas é o principal fator responsável pela hipertrofia em indivíduos submetidos a esse tipo de treinamento. Estudos conduzidos com idosos demonstram que o condicionamento excêntrico de baixa intensidade pode, na verdade, minimizar os danos musculares. Segundo Gault, o baixo custo energético e a baixa demanda de oxigênio tornam o exercício excêntrico de baixa intensidade ideal para essa população.
Contrações excêntricas e o consumo de oxigênio: O consumo de oxigênio é necessário para o funcionamento adequado dos músculos. As contrações musculares excêntricas são consideradas como trabalho negativo, pois o músculo atua resistindo a uma força externa. O trabalho negativo refere-se à energia mecânica absorvida quando a força aplicada ao músculo excede a força que ele próprio produz. Um experimento foi conduzido para analisar o consumo de oxigênio durante a pedalada em bicicleta ergométrica. O consumo foi medido tanto no movimento de pedalar para frente (trabalho positivo) quanto na pedalada com resistência (trabalho negativo). Os resultados indicaram que menos oxigênio foi consumido durante o trabalho negativo em comparação com o positivo, com uma proporção de 3:7. Devido ao baixo consumo de oxigênio associado ao exercício excêntrico, estudos investigaram sua aplicação em pacientes com doença pulmonar obstrutiva crônica (DPOC) grave. Um protocolo de ciclismo excêntrico foi desenvolvido especificamente para esses pacientes, e os resultados mostraram alta adesão, dor muscular mínima e ausência de efeitos adversos sobre a potência muscular. Além disso, outros estudos concluíram que o ciclismo excêntrico é uma alternativa segura para indivíduos com DPOC, pois permite a realização de exercícios de maior intensidade com menor custo energético.
Contrações excêntricas e rendimento cardíaco: Com um menor custo de oxigênio, quais seriam os efeitos do exercício excêntrico sobre o coração? Um estudo foi conduzido para avaliar como as contrações excêntricas e concêntricas afetam a modulação autonômica cardíaca após o exercício. Homens (com idade entre 18 e 30 anos) foram divididos em quatro grupos: controle concêntrico, controle excêntrico, treinamento concêntrico e treinamento excêntrico. Os resultados indicaram que o treinamento de resistência baseado em contrações excêntricas promoveu ganho de força. Além disso, observou-se um aumento na modulação vagal cardíaca durante a recuperação.
Diversos estudos sobre o exercício excêntrico foram conduzidos na última década, fornecendo evidências substanciais de que ele supera o exercício concêntrico em contextos de reabilitação e treinamento, especialmente nos aspectos de força, custo energético, consumo de oxigênio e fortalecimento muscular.

## Esportes e reabilitação
Com o treinamento excêntrico, os músculos podem gerar mais força com menor demanda de trabalho. Essa eficiência tem um significado especial no âmbito dos esportes de alto desempenho – tanto para a prevenção de lesões quanto para a otimização do rendimento atlético. Para atletas e entusiastas do esporte, esse modelo excêntrico pode auxiliar no desenvolvimento da força explosiva, reduzindo o risco de lesões e suas reincidências, além de treinar o corpo para utilizar a força cinética gerada de forma mais eficiente. A atleta olímpica canadense Kim St-Pierre incorporou o treino excêntrico em sua rotina de treinamento. A Técnica Esmonde aplica o treinamento excêntrico e o torna acessível ao público por meio do Classical Stretch e do Essentrics. Após sua cirurgia no quadril no verão de 2007, St-Pierre passou a praticar a Técnica Esmonde com os especialistas Miranda Esmonde-White, do programa Classical Stretch da PBS, e Sahra Esmonde-White, líder do treinamento Essentrics, para auxiliar na recuperação do quadril.
Segundo testes, aumentos tanto na força quanto no número de fibras musculares são maiores com o treinamento excêntrico em comparação com o treinamento concêntrico tradicional.
A natureza reabilitadora, o baixo custo energético, a alta intensidade de força e a baixa demanda de oxigênio tornam o exercício excêntrico adequado à utilização em idosos e para funções reabilitativas.
Na velhice, a perda de força e massa muscular é comum. Além disso, a idade traz uma maior suscetibilidade a doenças cardíacas e respiratórias. O treinamento excêntrico permite que os idosos e outras pessoas com essas condições treinem grupos musculares e aumentem sua força e resiliência com exercícios de baixo custo energético.
Observou-se que o treinamento excêntrico é benéfico para indivíduos com uma variedade de doenças físicas.
De acordo com uma revisão sistemática e meta-análise sobre a síndrome de colisão do ombro, o treinamento excêntrico não melhorou a dor ou restaurou a função original mais do que outros tipos de treinamento.

## Danificação do ligamento cruzado anterior
A ruptura de um ligamento cruzado anterior (LCA) no joelho causa sérios danos que podem durar por vários anos e, muitas vezes, requerem cirurgia. O LCA é um dos quatro principais ligamentos estabilizadores do joelho. Durante a reabilitação pós-operatória dos pacientes, o treinamento excêntrico pode ser utilizado como uma base para o desenvolvimento do tamanho e da força dos músculos. De acordo com estudos conduzidos por J. Parry Gerber em 2007, as mudanças estruturais nos músculos significativamente excederam as mudanças alcançadas com o treinamento de reabilitação concêntrico padrão. O sucesso do envolvimento da exposição progressiva gradual no trabalho negativo levou, afinal, à produção de maior força muscular.

## Sarcopenia
Sarcopenia é a perda progressiva de massa muscular em função do envelhecimento. A deterioração da massa muscular pode ter início a partir dos 25 anos e intensifica-se consistentemente ao longo da velhice. Aos 80 anos, "perde-se metade da massa muscular esquelética" (Lastayo, Woolf, Lewek, Snyder-Mackler, Reich & Lindstedt, 2003). Com essa grande perda de massa, a força também diminui. O treinamento excêntrico possibilita o combate à sarcopenia por meio do exercício sustentado. A característica singular de proporcionar maiores sobrecargas para o músculo e reduzir o impacto do estresse no corpo, incluindo o sistema cardíaco e respiratório, representa uma alternativa especial ao treino de idosos. Os atributos de alta força e baixo custo energético do treinamento excêntrico tornam a técnica ideal para indivíduos debilitados.

## Lesões nos tendões musculares
Todo o sistema músculo-tendíneo funciona de forma coesa para desacelerar o movimento dos membros. A estreita relação entre os músculos e os tendões ajuda na dissipação do calor ou no armazenamento temporário de energia cinética. Se as forças necessárias para desacelerar um membro excederem a capacidade do sistema músculo-tendão, é provável que causem uma lesão.
Atletas com lesões recorrentes nos músculos isquiossurais (posterior da coxa) e nos músculos abdutores sofrem de uma maior deficiência de força excêntrica. Esse padrão sugere que os benefícios gerados pelo treinamento excêntrico podem minimizar os riscos de lesão por fortalecer os agrupamentos músculo-tendíneos em áreas do corpo de alta tensão.
O treinamento excêntrico fornece um imenso benefício a indivíduos que desejam evitar lesões, à medida que melhora a habilidade dos músculos de absorver mais energia antes de se deteriorarem. Segundo um artigo, "O aumento da rigidez dos tendões, a maior força durante a falha e a melhoria na capacidade de absorver energia nas junções músculo-tendão resultam após o treinamento com exercícios excêntricos".

## Osteopenia
Normalmente vista como uma precursora da osteoporose, a osteopenia é a diminuição abaixo do padrão da densidade óssea. A massa óssea é afetada pelas forças musculares e pela tensão das cargas na estrutura óssea. A força e a densidade do osso são diretamente influenciadas pelo desgaste local. Devido à combinação do alto desgaste muscular e a baixa geração energética, o papel reabilitativo do treinamento excêntrico se sobressai.

## Tendinopatia
As atividades repetitivas e intensas levam a distúrbios tendinosos crônicos, nos quais os tendões sofrem lesão, inflamação ou ruptura. Apesar de esses distúrbios serem diretamente relacionados aos movimentos musculares excêntricos, a capacidade de um músculo de se fortalecer e evitar lesões por meio do treinamento excêntrico é grande. Os regimes reabilitativos controlados podem, de fato, fortalecer e reparar os tendões. Um amplo espectro de evidências apoia a noção de que o tendão, de forma semelhante ao músculo, pode adaptar-se ao estresse físico e às cargas excêntricas.
Deduziu-se que as forças músculo-tendíneas altas, aplicadas em um ambiente controlado, são necessárias para a adaptação ideal dos tendões. Embora o estresse excêntrico esteja relacionado às lesões, os exercícios excêntricos de grande força são necessários para a aceleração do processo de recuperação.

## Tendinite patelar crônica
A tendinite patelar crônica é uma condição que se manifesta quando o tendão e os tecidos que o cercam sofrem inflamação e irritação. Tipicamente, isso ocorre devido ao uso excessivo, especialmente durante atividades de salto. Essa é a razão pela qual a tendinite patelar crônica chama-se "joelho do saltador". Um estudo feito por Roald Bahr e colegas investigou qual método de reabilitação do tendão – o exercício de "agachamento excêntrico" ou a universalmente incluída em academias "extensão de perna/rosca de perna" – produz melhores resultados na recuperação e no tratamento da tendinite patelar crônica. No programa de exercícios de doze semanas, observou-se a circunferência das coxas e o momento da força dos quadríceps e dos músculos isquiossurais dos participantes. Não houve diferença significativa entre os grupos no momento de força do quadríceps ou dos isquiossurais, e a intensidade do momento da força dos isquiossurais aumentou significativamente em ambos os grupos. No entanto, o agachamento excêntrico recebeu avaliações de menor intensidade de dor e produziu o dobro do número de candidatos livres de dor no fim do programa, em comparação com o outro grupo.

## Mudanças cardiovasculares
Diversos estudos recentes indicam que o exercício excêntrico durante uma caminhada morro abaixo gera maiores benefícios na sensibilidade à insulina, nos perfis lipídicos e no condicionamento físico em comparação com a caminhada morro acima. Um estudo utilizou escadas e elevadores, enquanto outro utilizou uma montanha e um teleférico. Em ambos os casos, as melhorias cardiovasculares foram maiores nos cenários de subida apoiada e descida livre em comparação com a subida e descida livres.